# Motorradmuseum Draisendorf

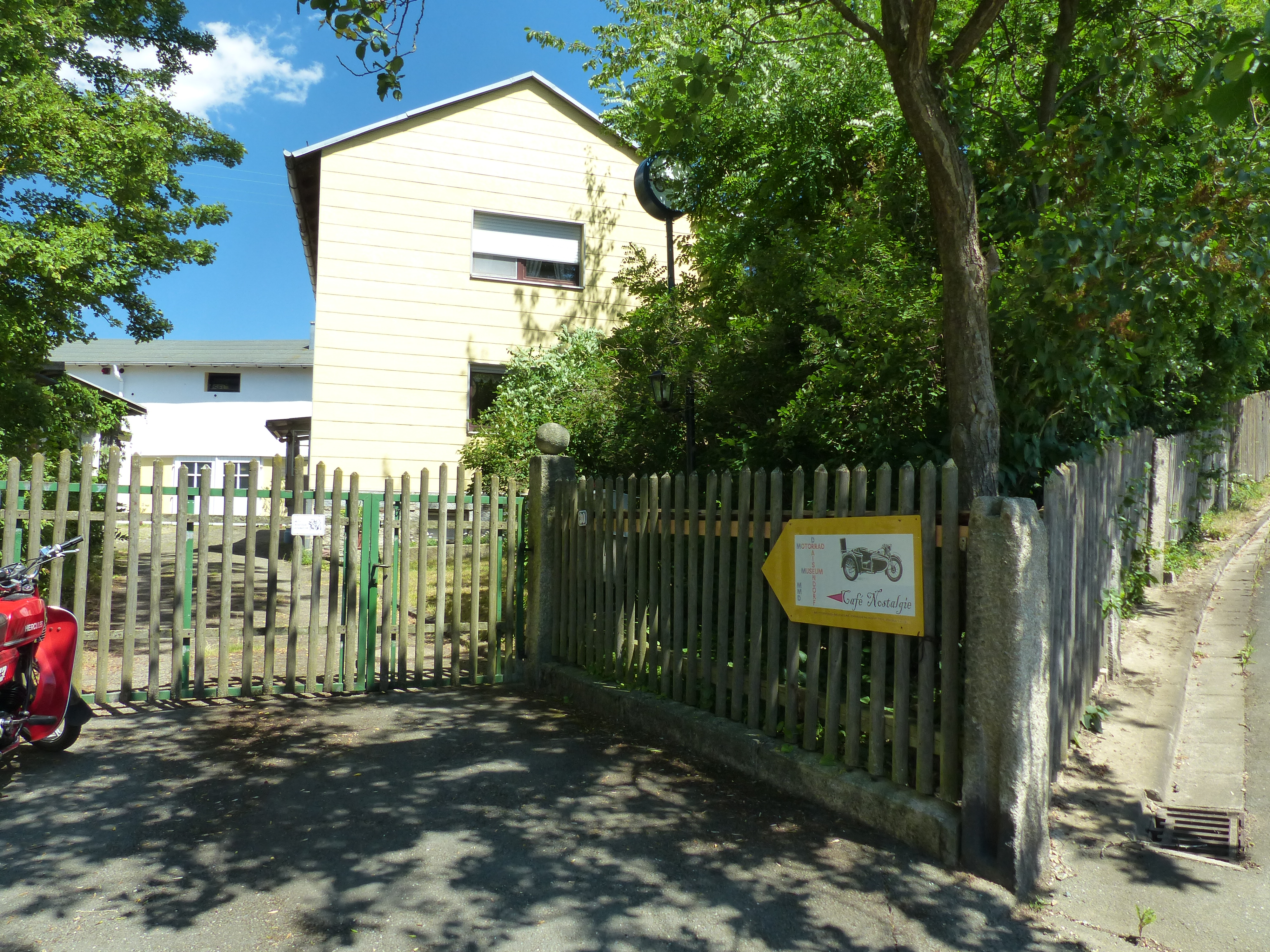
Museumseingang

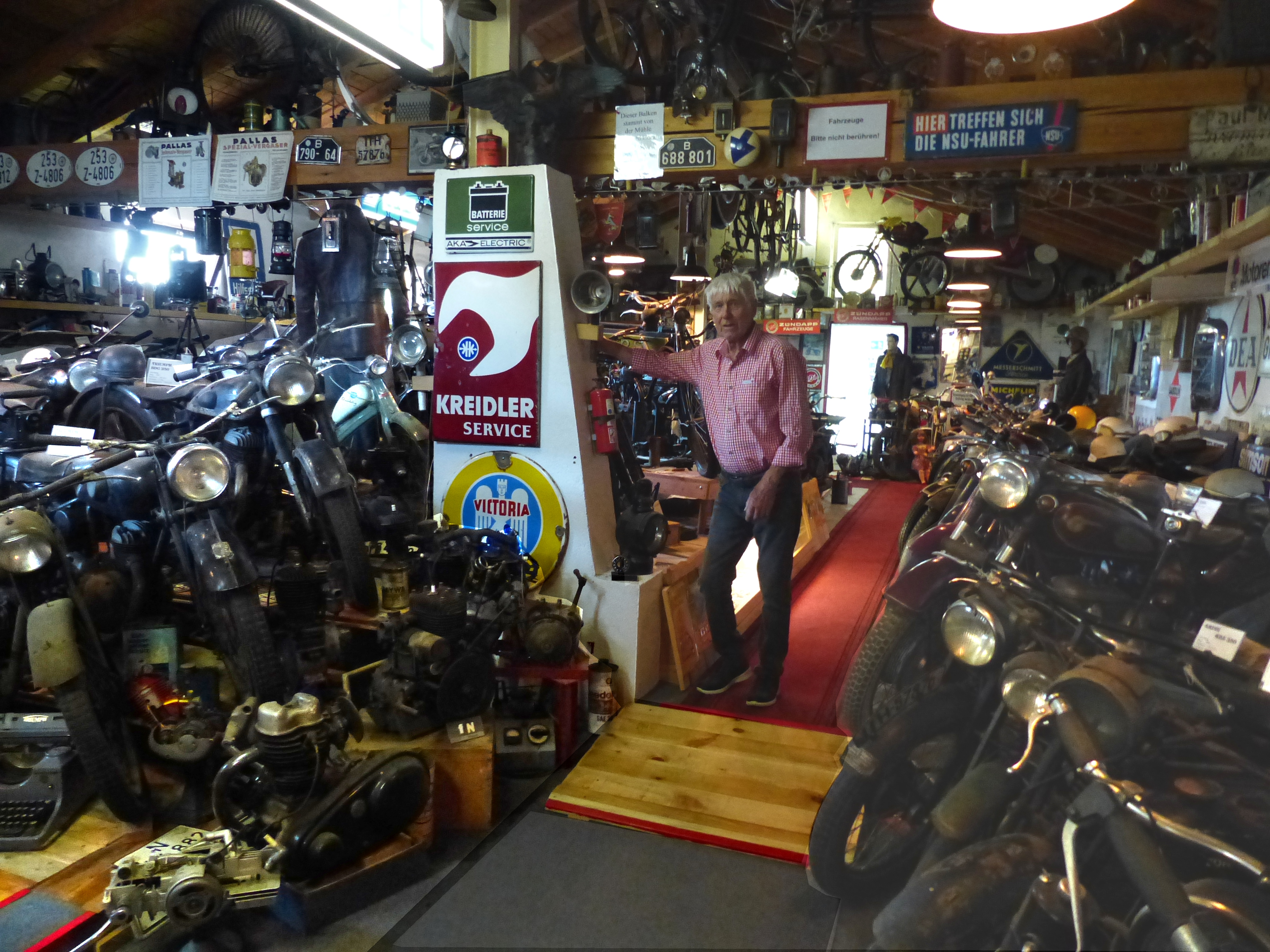
Hauptausstellungsraum mit Günter Mühl (2022)

Das Motorradmuseum Draisendorf ist ein privates Museum in Draisendorf im oberfränkischen Landkreis Hof.
Günter Mühl eröffnete 1997 das Museum und machte seine Sammlung einem Publikum zugänglich. Auf dem Grundstück befinden sich eine Cafeteria, eine Werkstatt mit Ausstellungsfläche im Obergeschoss und drei Scheunen, deren Objekte bei Sonderausstellungen zu sehen sind. Die Sammlung besteht aus über 150 Maschinen, die bis in die Zeit vom Anfang des 20. Jahrhunderts zurückreichen. Ältestes Exponat ist eine Mars von 1905, ein Fund aus Marktleuthen, selten sind auch ein Opel-Motorrad von 1928, das Opel Motoclub, und ein Elster-Motor. Zur Sammlung gehören auch Einzelteile, Zweirad-Zubehör und alte Schilder. Durch die Nähe zur ehemaligen innerdeutschen Grenze sind auch Exponate Teil der Sammlung, die die Zeit der DDR dokumentieren. In der Regel ist das Museum am ersten Sonntag im Monat und für Gruppen auf Anfrage geöffnet. 